# Gérard Janvion
Gérard Janvion (Fort-de-France, 21 augustus 1953) is een voormalig profvoetballer uit Frankrijk, die speelde als verdediger gedurende zijn carrière. Hij beëindigde zijn loopbaan in 1987 bij AS Béziers. Janvion werd geboren op het Franse overzeese departement Martinique. Met AS Saint-Étienne werd hij viermaal landskampioen en won hij driemaal de Coupe de France.

## Interlandcarrière
Janvion kwam veertig keer uit voor het Franse elftal in de periode 1975-1982. Hij maakte zijn debuut voor Les Bleus op 12 oktober 1975 in de EK-kwalificatiewedstrijd tegen de DDR (2-1 nederlaag) in Leipzig, net als middenvelder Dominique Bathenay. Hij nam met Frankrijk deel aan twee WK-eindronden: 1978 en 1982.

## Erelijst
AS Saint-Étienne
- Ligue 1

1974, 1975, 1976, 1981
- Coupe de France

1974, 1975, 1977